# Eugene Krabs
Eugene H. Krabs, meestal Meneer Krabs genoemd, is een personage uit de animatieserie SpongeBob SquarePants. Krabs is de gierige eigenaar van de Krokante Krab. Hij is de rivaal van Sheldon Plankton. De Nederlandse stem wordt ingesproken door Sander de Heer. In 2018 en 2020 werd er een strenge copyrightregel aan dit personage geschaft. 

## Biografie
Eugene H. Krabs werd geboren op 30 november 1942 als de zoon van Betsy Krabs en een onbekende vader. Hij is een ver familielid van Koning Krabs, die in de Middeleeuwen regeerde.
De familie Krabs heeft al sinds tijden het geheime recept van de krabburger in hun bezit. Eugene Krabs kocht een failliet rusthuis genaamd Rusty Crab en maakte er, door er een "k" voor te verven Krusty Crab (Krokante Krab) van, om zijn krabburgers hier te verkopen.
Voordat hij de Krokante Krab oprichtte, werkte hij bij de marine. Zijn opa, Roodbaard, vond dat hij de familietraditie moest voortzetten en piraat moest worden. Hij kocht een schip, nam bemanning aan, en verdiende veel geld. De bemanning kostte uiteraard geld en zo hield hij uiteindelijk niets over, besloot dan te stoppen met de piraterij en opende de Krokante Krab.
Hij leeft samen met zijn dochter Parel Krabs in een anker-vormig huis in Bikinibroek. Parel is een walvis, terwijl haar vader een krab is. Het is niet duidelijk of haar moeder een walvis is. Ze is wel bij Meneer Krabs geboren, aangezien hij een spandoek heeft met de tekst “Hoera, een jongen”. Dit was eigenlijk bedoeld voor hemzelf toen hij werd geboren. Hij doorkruiste het woord “jongen” en maakte er “meisje” van.

## Stamboom
|  |  | KKR           |             |             |             |                 |             |  |  |             |             |             |             |             |             |  |  |
|  |  |               |             |             |             |                 |             |  |  |             |             |             |             |             |             |  |  |
|  |  | Koning Krabs  |             |             |             |                 |             |  |  |             |             |             |             |             |             |  |  |
|  |  |               |             |             |             |                 |             |  |  |             |             |             |             |             |             |  |  |
|  |  | Prinses Parel |             |             |             |                 |             |  |  |             |             |             |             |             |             |  |  |
|  |  |               |             |             |             |                 |             |  |  |             |             |             |             |             |             |  |  |
|  |  | Opa Roodbaard |             |             |             |                 |             |  |  |             |             |             |             |             |             |  |  |
|  |  |               |             |             |             |                 |             |  |  |             |             |             |             |             |             |  |  |
|  |  | Vader Krabs   | Vader Krabs | Vader Krabs | Vader Krabs | Vader Krabs     | Vader Krabs |  |  | Betsy Krabs | Betsy Krabs | Betsy Krabs | Betsy Krabs | Betsy Krabs | Betsy Krabs |  |  |
|  |  | Vader Krabs   | Vader Krabs | Vader Krabs | Vader Krabs | Vader Krabs     | Vader Krabs |  |  | Betsy Krabs | Betsy Krabs | Betsy Krabs | Betsy Krabs | Betsy Krabs | Betsy Krabs |  |  |
|  |  |               |             |             |             |                 |             |  |  |             |             |             |             |             |             |  |  |
|  |  |               |             |             |             | Eugene H. Krabs |             |  |  |             |             |             |             |             |             |  |  |
|  |  |               |             |             |             |                 |             |  |  |             |             |             |             |             |             |  |  |
|  |  |               |             |             |             | Parel Krabs     |             |  |  |             |             |             |             |             |             |  |  |